# Robert Austerlitz (1861)
Robert Austerlitz (pseudonym Erraths, A. von Trebor; 11. března 1861, Praha – 17. října 1930, Berlín) byl rakousko-německý novinář, vydavatel tisku a spisovatel.

## Život a činnost
Narodil se v Praze jako syn obchodníka Eduarda Austerlitze a jeho manželky Magdaleny rozené Sekelesové. Po studiích na reálce v Mikulandské ulici na Novém Městě pražském pokračoval na obchodní škole a následně studoval ekonomii na Vysokém učení technickém v Praze. Poté se stal úředníkem textilního podniku. Pracoval jako ekonomický spolupracovník pražského deníku Bohemia a jako externí přispěvatel několika dalších listů a vědeckých a v odborných časopisech. V roce 1884 se jako redaktor a nakladatel osamostatnil. Jako šéfredaktor a vydavatel publikoval odborné časopisy Der Oesterreichische Kaufmann, Schaufenster, Reklamanwalt, Bank- und Börsenblatt aj. Roku 1913 se stal docentem berlínské Lessingovy vysoké školy reklamy, která však byla v roce 1933 uzavřena.
Zemřel 17. října 1930 v Berlíně.

## Vyznamenání
Za zásluhy mu byl propůjčen titul císařský rada. V únoru 1918 získal záslužný kříž za pomoc válečnému úsilí (organizoval veřejné sbírky na podporu Červeného kříže a knihoven pro vojáky).

## Rodinný život
Oženil se v Berlíně s o 15 let mladší Rosou Simonovou dcerou židovského spisovatele Ferdinanda Simona. Společně žili několik let v Berlíně-Grunewaldu, kde Rosa mj. působila jako redaktorka časopisu pro ženy Maja. Proslavila se především svými romány o berlínské bohémě: Kabarett Sphinx a Café Größenwahn psanými pod pseudonymem A. Rose.

## Spisy
- Der „Millionär“. Kaufmännischer Roman aus den Kriegsjahren, Praha, [1918].
- Hellmuth Unger: Der verliebte Beifu. Lustspiel in vier Akten nach einer Novelle von Robert Austerlitz, Leipzig, 1924.